# Giethmen
Giethmen (Sallands: Giethem) is een buurtschap in de gemeente Ommen, in de Nederlandse provincie Overijssel en ligt op ongeveer 21 kilometer ten oosten van Zwolle. De buurtschap is gelegen ten zuidwesten van Ommen, op de linkeroever van de Regge. Giethmen grenst aan Besthmen, Nieuwebrug, Eerde, Archem, Dalmsholte en Vilsteren. De buurtschap telt op 1 januari 2023 225 inwoners.

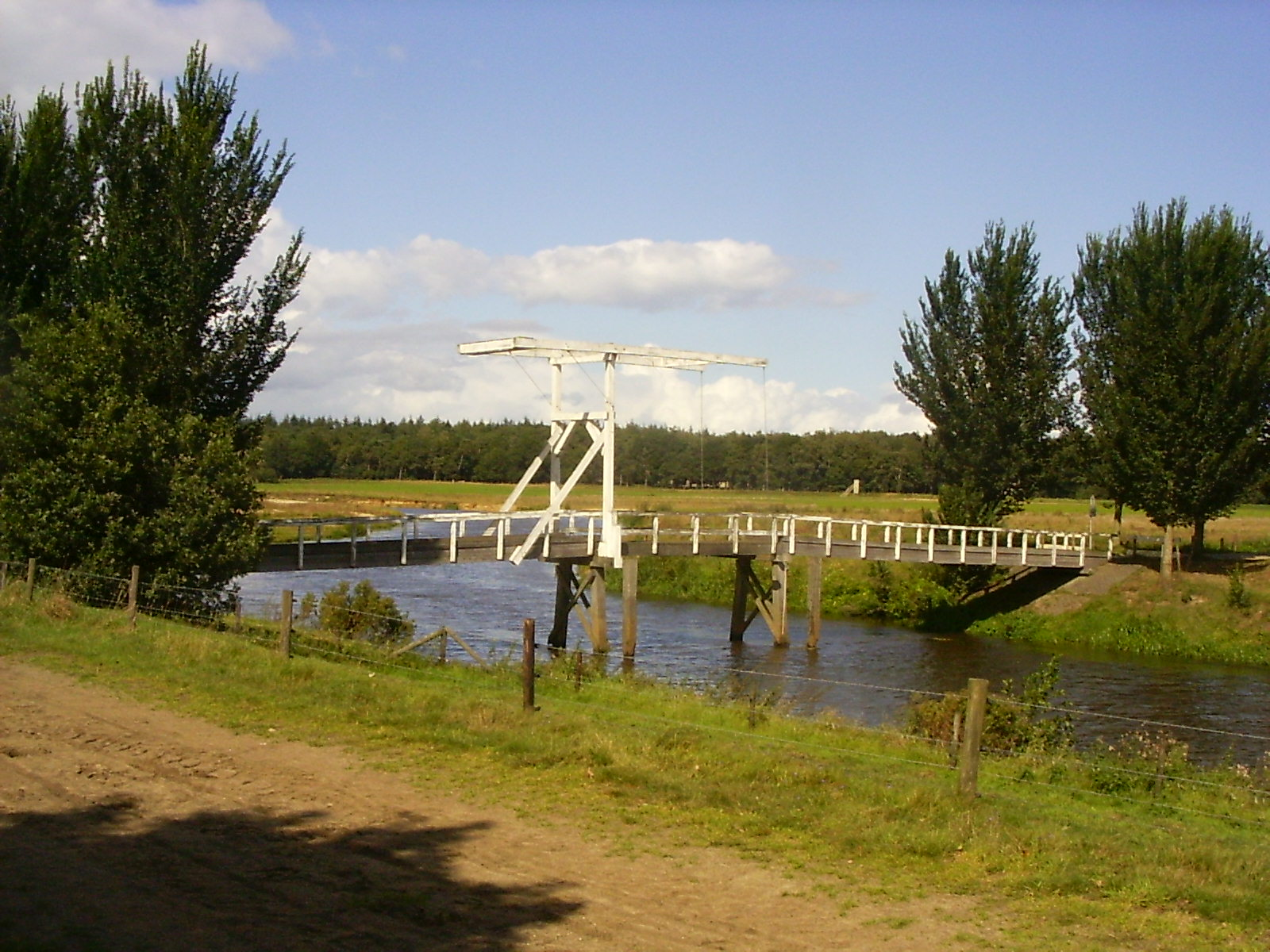
de kerkbrug

Tussen Ommen en Giethmen is nog een oud kerkpad aanwezig, het Giethmenerkerkpad, dat via het Giethmenerkerkbrugje de Regge oversteekt.
Giethmen is vooral bekend door vakantiecentrum Dennenoord, dat bekend is onder jongeren.
Stad: Ommen      Dorpen: Lemele · Vilsteren 

Buurtschappen: Archem · Arriën · Arriërveld · Beerze · Beerzerveld · Besthmen · Dalmsholte (deels) · Eerde · Emsland · Giethmen · Hoogengraven · Junne · Nieuwebrug · Ommerbosch · Ommerkanaal · Ommerschans · Ommerveld · Rotbrink · Stegeren · Stegerveld · Varsen · Vinkenbuurt · Witharen · Zeesse

Overijssel · Steden en dorpen      Nederland · Provincies · Gemeenten